# Finale della Coppa UEFA 1997-1998
La finale della 27ª edizione della Coppa UEFA si è tenuta mercoledì 6 maggio 1998 allo stadio Parco dei Principi di Parigi tra la Lazio e l'Inter. Per la quarta volta nella storia del trofeo, si incontrano in finale – disputata per la prima volta in gara secca – due squadre italiane. All'incontro hanno assistito circa 47 000 spettatori. La partita, arbitrata dallo spagnolo Antonio López Nieto, ha visto la vittoria per 3-0 dei nerazzurri.

## Le squadre
| Squadre | Partecipazioni precedenti (il grassetto indica la vittoria) |
| ------- | ----------------------------------------------------------- |
| Lazio   | Nessuna                                                     |
| Inter   | 3 (1991, 1994, 1997)                                        |

## Il cammino verso la finale

Moriero e Rott nel retour match degli ottavi tra Inter e Strasburgo.

L'Inter di Luigi Simoni, finalista della precedente edizione, ha esordito contro gli svizzeri del Neuchâtel Xamax superando il turno con un risultato complessivo di 4-0. Nel secondo turno i nerazzurri perdono per 2-1 nella partita casalinga d'andata, giocata al Meazza, contro i francesi dell'Olympique Lione; tuttavia, i milanesi hanno ottenuto la qualificazione imponendosi per 3-1 nel ritorno dello Stade de Gerland. Negli ottavi di finale i meneghini vengono sconfitti per 2-0 in trasferta dai francesi dello Strasburgo, ma passano poi il turno dopo aver vinto per 3-0 a Milano nella partita di ritorno.
Nei quarti l'Inter incontra i campioni in carica dello Schalke 04, in una rievocazione della finale dell'anno prima. A Milano i padroni di casa vincono 1-0 con gol di Ronaldo. A Gelsenkirchen i tedeschi si impongono con il medesimo risultato, in seguito alla pregevole rete di Michaël Goossens in pieno recupero, dilungando il doppio confronto ai tempi supplementari. Nel primo supplementare i nerazzurri pareggiano grazie al colpo di testa vincente di Taribo West, che permette alla squadra meneghina di passare il turno e di vendicare la sconfitta subita l'anno precedente. In semifinale i russi dello Spartak Mosca vengono eliminati con un risultato complessivo di 4-2 (vittoria per 2-1 sia all'andata che al ritorno), che consente ai nerazzurri di raggiungere la loro seconda finale consecutiva di Coppa UEFA.

Il laziale Nesta in marcatura sul madrileno Vieri nella semifinale di ritorno.

La Lazio di Sven-Göran Eriksson ha esordito contro i portoghesi del Vitória Guimarães superando il turno con un risultato complessivo di 6-1. Nel secondo turno i russi del Rotor Volgograd, dopo il pareggio interno a reti inviolate nella partita d'andata, vengono sconfitti con un netto 3-0 nella gara di ritorno giocata allo Stadio Olimpico. Negli ottavi di finale gli austriaci del Rapid Vienna vengono battuti sia all'andata in trasferta (2-0) che al ritorno nel match casalingo (1-0).
Nei quarti i biancocelesti hanno affrontato i francesi dell'Auxerre, battendoli all'andata per 1-0 a Roma. Il ritorno in Francia è terminato in pareggio con il risultato di 2-2; punteggio che ha permesso ai laziali di passare il turno. In semifinale gli spagnoli dell'Atlético Madrid vengono superati di misura (1-0 con rete di Vladimir Jugović) in trasferta al Vicente Calderón; risultato che ha sancito la qualificazione dei biancocelesti alla loro prima finale europea in virtù del pareggio a reti bianche dell'Olimpico.

## La partita
L'allenatore dei biancocelesti Sven-Göran Eriksson schiera in difesa da destra a sinistra Grandoni, Nesta, Negro e Favalli; a centrocampo Fuser e Nedvěd agiscono sulle fasce, Venturin e Jugović sono la cerniera centrale; la coppia d'attacco è formata da Mancini e Casiraghi. Il tecnico nerazzurro Simoni, che deve far fronte all'assenza per infortunio del capitano Bergomi, sceglie Fresi nel ruolo di libero, completano il pacchetto arretrato Colonnese, West e Zanetti; a centrocampo Zé Elias affianca Simeone e Winter; Djorkaeff viene scelto per agire alle spalle di Ronaldo e Zamorano.
La partita vede l'Inter iniziare meglio degli avversari e passare in vantaggio già al 5': lungo lancio di Simeone a servire Zamorano scattato sul filo del fuorigioco, il cileno si presenta davanti a Marchegiani e lo batte con un tiro d'esterno che spedisce la palla nell'angolino basso alla sinistra del portiere. La Lazio prova ad organizzare una reazione ma sono i nerazzurri ad andare vicini al gol del raddoppio, con Zanetti che dalla sinistra mette palla dietro per Ronaldo, il brasiliano calcia d'esterno da fuori area colpendo in pieno la traversa a Marchegiani battuto. Sul finire della frazione, Djorkaeff ci prova di testa su un cross dalla destra di Winter ma la palla termina alta sopra la traversa.
Il secondo tempo si apre con l'Inter che sfiora subito il raddoppio con un'azione molto simile a quella del vantaggio, ma questa volta Zamorano servito da Zanetti colpisce il palo. Il gol dei nerazzurri arriva al 60': punizione battuta dalla destra, la palla spiovente arriva sulla testa di Zamorano che la rimette dietro per Zanetti, l'argentino realizza con un destro potente nell'angolo alto alla sinistra del portiere. Dopo un'occasione per la Lazio, con Pagliuca che respinge la conclusione di Mancini, al 70' arriva il terzo gol dell'Inter: il subentrato Moriero serve in profondità Ronaldo, il brasiliano elude il fuorigioco della difesa laziale e si presenta davanti al portiere, prima di superarlo in dribbling e depositare il pallone in fondo alla rete. Nel finale vengono espulsi prima l'interista West per un fallo su Casiraghi e poi il laziale Almeyda per un intervento su Ronaldo.

## Tabellino
| Arbitro: | Antonio López Nieto |

|  |           |                                        |
|  | Marcatori | 5’ Zamorano 60’ J. Zanetti 70’ Ronaldo |

| Lazio | Inter |

| Lazio               |    |                         |
|                     |    |                         |
| POR                 | 1  | Luca Marchegiani        |
| TS                  | 5  | Giuseppe Favalli        |
| DC                  | 2  | Paolo Negro             |
| DC                  | 13 | Alessandro Nesta        |
| TD                  | 20 | Alessandro Grandoni 55' |
| CLD                 | 14 | Diego Fuser             |
| CEN                 | 23 | Giorgio Venturin 50'    |
| CLS                 | 18 | Pavel Nedvěd            |
| CEN                 | 21 | Vladimir Jugović        |
| ATT                 | 9  | Pierluigi Casiraghi     |
| ATT                 | 10 | Roberto Mancini         |
| Sostituzioni:       |    |                         |
| D                   | 17 | Guerino Gottardi 55'    |
| C                   | 25 | Matías Almeyda 50' 88'  |
| Allenatore:         |    |                         |
| Sven-Göran Eriksson |    |                         |

| Inter         |    |                       |
|               |    |                       |
| POR           | 1  | Gianluca Pagliuca     |
| TD            | 33 | Francesco Colonnese   |
| LIB           | 7  | Salvatore Fresi       |
| TS            | 4  | Javier Zanetti        |
| DC            | 16 | Taribo West 82'       |
| TRQ           | 6  | Youri Djorkaeff 68'   |
| CEN           | 8  | Aron Winter 68'       |
| CEN           | 13 | Zé Elias              |
| CEN           | 14 | Diego Simeone         |
| ATT           | 9  | Iván Zamorano 72'     |
| ATT           | 10 | Ronaldo               |
| Sostituzioni: |    |                       |
| D             | 24 | Luigi Sartor 72'      |
| C             | 15 | Benoît Cauet 68'      |
| C             | 17 | Francesco Moriero 68' |
| Allenatore:   |    |                       |
| Luigi Simoni  |    |                       |